# مظاهرات كردستان العراق ديسمبر 2017
مظاهرات كردستان العراق 2017 هي مجموعة من الاحتجاجات، حُرقت فيها مقرات الأحزاب الكُردية جميعها أحتجاجاً على الفساد وتأخير الرواتب، وقد تم قمع المظاهرات وقطع الإنترنت والاتصالات.

## المظاهرات
في يوم 18 ديسمبر، 2017 أحرق متظاهرون أكراد غاضبون مقرات حزبية وأمنية في بلدة بيرة مكرون في محافظة السليمانية في مظاهرات مناهضة للحكومة وتطالب بمحاربة الفساد. وحرقوا المتظاهرون الأكراد مقرات للالحزب الديمقراطي الكردستاني، وحزب الاتحاد الوطني الكردستاني ومقر للجماعة الإسلامية وأخر للاتحاد الإسلامي ومقر للأسايش، وقد شارك في المظاهرات آلاف، بينهم معلمون وموظفون ونشطاء تطالب باستقالة حكومة الإقليم ومحاربة الفساد بسبب الأزمة الاقتصادية في الإقليم، وأطلقت قوات شرة مكافحة الشغب غاز مسيل للدموع لدى محاولة المتظاهرين الاقتراب من مقر للحزب الديمقراطي في وسط السليمانية، وأغلقت قوات الأمن عدد من الشوارع الرئيسية في السليمانية وأخرى تؤدي إلى مقرات حزبية وكثفت الأمن.
في اليوم الثاني من المظاهرات 19 ديسمبر، 2017، قُتِل خمسة مُحتجين برصاص قوات الأمن في بلدة رانية بمحافظة السليمانية، وأصيب نحو 80 شخصاً في الاحتجاجات، وقد أقتحمت قوات أمن إقليم كردستان مكاتب قناة آن آر تي في السليمانية وأوقفت بثها، وقد أطلق قوات الأمن في وسط السليمانية النار الحي في الهواء لتفريق المتظاهرين، ووضعت حواجز على الطرق الرئيسية في أرجاء المدينة وحول مباني الأحزاب السياسية الأساسية، وقد شملت الاحتجاجات بعض بلدات محافظة السليمانية مثل كفري، وفي محافظة أربيل المجاورة في حلبجة وكويسنجق، وأحرق المتظاهرون في كوسينق النا في مكتب رئيس البلدية، وأقتحم المتظاهروان في كفري مكاتب حزب بارزاني، بعد رشق المبنى بالحجارة.

## الضحايا
أعلن مصدر طبي أن خمسة متظاهرين قتلوا وأصيب ما لا يقل عن 70 أخرين بالرصاص، حسب دائرة الصحة المحلية.

## ردود الأفعال

### المحلية
- حيدر العبادي: قال رئيس الوزراء العراقي حيدر العبادي أن يحدث في الإقليم هو بسبب السياسات الخاطئة التي انتهجتها السلطات هناك.[6][7]
- نيجيرفان بارزاني: قال رئيس وزراء إقليم كردستان، إن التعبير السلمي عن وجهات النظر هو حق مشروع وديمقراطي، ولكن العنف ليس مقبولاً أبدا. وطالب المحتجين باتباع الممارسات السلمية بالتظاهرات، ودعاهم إلى الوحدة، مثنيا على صبرهم في هذه الفترة الصعبة.[6]

### الدولية
- الأمم المتحدة: نددت بعثة الأمم المتحدة المساعدة العراق بأعمال العنف في كردستان العراق ودعت إلى التهدئة.[8]
- الولايات المتحدة: دعمت الولايات المتحدة حرية التعبير في العراق، وشعرت بالقلق أزاء الأحداث الأخيرة لكبح عمل بعض وسائل الإعلام عن طريق القوة أو التخويف وبالأخص مداهمة مكاتب قناة Nrt في السليمانية من قبل قوات أمنية تابعة لحكومة إقليم كردستان.[9]

## أعقاب
أعلنت حركة التغيير الكردية (كوران) انسحابه من حكومه إقليم كردستان العراق، وقدم رئيس برلمان كردستان العراق استقالته من رئاسة برلمان الإقليم، وانسحبت الجماعة الإسلامية في كردستان (كومال) من الحكومة، وأتى ذلك بعد يومين من المظاهرات.
 وطالبت حركة التغيير الكُردية العبادي بتحريك الأفواج الكُردية تحت قيادة وزار الدفاع العِراقية إلى السليمانية لحقن الدِماء.